# Miraflores 3ra. Sección
Miraflores 3ra. Sección är en ort i Mexiko.   Den ligger i kommunen Centro och delstaten Tabasco, i den sydöstra delen av landet, 700 km öster om huvudstaden Mexico City. Miraflores 3ra. Sección ligger 64 meter över havet och antalet invånare är 639.
Terrängen runt Miraflores 3ra. Sección är huvudsakligen platt. Miraflores 3ra. Sección ligger uppe på en höjd. Runt Miraflores 3ra. Sección är det ganska tätbefolkat, med 65 invånare per kvadratkilometer. Närmaste större samhälle är Belén, 19,3 km sydost om Miraflores 3ra. Sección. Trakten runt Miraflores 3ra. Sección består till största delen av jordbruksmark.